# Lake Placid 2
Lake Placid 2 (conocida como Mandíbulas 2: La Criatura Del Pantano en España y El Cocodrilo 2 en Hispanoamérica) es una Comedia de terror estadounidense de 2007 dirigida por David Flores. Es una secuela de Lake Placid (1999) y la segunda entrega de la serie de películas Lake Placid, que cuenta la historia de unos cocodrilos devoradores de hombres que aterrorizan a la comunidad local. La película se estrenó el 28 de abril de 2007 en el Canal Sci-Fi y se estrenó directamente en vídeo el 29 de enero de 2008.

## Argumento
Los investigadores Frank Mills y Tillman están explorando el lago en una balsa de tubo de goma hasta que Tillman es arrastrado al agua y asesinado por un cocodrilo. En el condado de Aroostook, Maine, Frank le informa esto al alguacil James Riley y le muestra las partes del cuerpo cortadas de Tillman. James, Frank y la oficial de vida silvestre Emma Warner se aventuran en el lago, donde encuentran más restos de Tillman. Mientras tanto, tres amigos, Mike, Edie y Sharon, son asesinados por un cocodrilo mientras nadan en el lago. James, Emma y Frank se detienen en la casa de Sadie Bickerman, una anciana ermitaña que supuestamente ha estado alimentando a los cocodrilos, para interrogarla sobre su hermana Dolores desaparecida, pero ella se niega a responder ni dejarlos entrar a la casa. Un cazador furtivo llamado Jack Struthers y su asistente Ahmad aterrizan su avión en el lago con la esperanza de matar a los cocodrilos después de recibir una pista de un lugareño.
El hijo del alguacil, Scott Riley, se adentra en el bosque y parece ser acechado por el cocodrilo que se aproxima. Resulta ser Daisy, la mascota de Kerri. Scott luego conoce a Kerri y su novio, Thad. Daisy le ladra a algo que se mueve en el lago, pero Kerri no ve nada. Sadie habla con un fotógrafo en el muelle de un barco antes de regresar a su cabaña, y un cocodrilo mata al fotógrafo a propósito mientras toma fotografías.
Volviendo a montar en el bote, James de repente reduce la velocidad, tirando a Frank al lago, pero James y Emma lo llevan de regreso a bordo a un lugar seguro. Cuando aparece un cocodrilo, James saca su arma, pero el cocodrilo se sumerge para derribar a los tres del bote. El barco es demolido y los tres llegan a tierra ilesos. Los tres conocen a Struthers y Ahmad, quienes volaron un avión para distraer al cocodrilo.
La siguiente escena muestra a Rachel y Larry, junto con Scott, Kerri y Thad aventurándose en el bosque hacia otra parte del lago. Con el equipo del alguacil, el ayudante Dale Davis entra para descargar el bote, mientras que la tripulación instala una tienda de campaña para acampar durante la noche. Ven un jabalí atrapado en una red de cuerdas y se lo dan de comer al cocodrilo. La tripulación neutraliza al cocodrilo con sus armas y Dale ata la boca con una cuerda, pero el cocodrilo se libera fácilmente, corta el brazo de Dale y lo devora. Frank muere a causa de una caída y los demás siguen adelante.
Mientras tanto, Rachel es asesinada por el cocodrilo que la parte por la mitad y llevaba una tanga, mientras que Larry logra escapar. Los otros tres del grupo más joven encuentran huevos en el bosque. Thad rompe unos huevos y es asesinado por un cocodrilo. El grupo del alguacil alimenta a un cocodrilo con un cadáver de jabalí, pero una flecha de arpón daña accidentalmente el avión de Struthers. James y Ahmad abandonan el bote y Struthers es arrojado del avión, pero Ahmad neutraliza al cocodrilo. Las tormentas eléctricas golpean durante la noche, lo que obliga a la tripulación a quedarse en sus tiendas. Scott y Kerri están varados en el bosque hasta que encuentran a Larry horrorizado. La tripulación del alguacil está profundamente dormida en sus tiendas hasta que el cocodrilo ataca y mata a Ahmad.
A la mañana siguiente, Scott, Kerri y Larry trepan a un árbol para evitar un tercer cocodrilo, pero Larry se cae del árbol y muere. James encuentra a los dos adolescentes supervivientes y mata al cocodrilo con un lanzagranadas. Sadie deja que los adolescentes entren a su casa por seguridad y revela que en realidad hay cuatro cocodrilos antes de engañarlos para que entren al lago con la esperanza de dárselos de comer a los cocodrilos y luego es devorada por un cocodrilo. La policía lucha contra un cocodrilo y Emma lo mata perforándole la boca con una navaja. Struthers cuelga boca abajo de un árbol y es decapitado por el último cocodrilo. James lo mata con múltiples sustancias explosivas que destruyen el nido del cocodrilo.
Al final, Scott, Kerri, James y Emma abandonan el lago juntos. Scott y Kerri se reúnen con Daisy, quien se separó de ellos antes, y los dos se besan. James y Emma proceden a llevar los huevos de cocodrilo que Emma sacó del nido antes al laboratorio científico para su análisis.

## Reparto
- John Schneider como el Alguacil James Riley
- Sarah Lafleur como Emily "Emma" Warner
- Sam McMurray como Jack Struthers
- Chad Michael Collins como Scott Riley
- Alicia Ziegler como Kerri
- Joe Holt como Ahmad
- Cloris Leachman como Sadie Bickerman
- Ian Reed Kesler como Thad Sanders
- Justin Urich como Larry
- V.J. Benson como Rachel
- Robert Blush como Frank
- Jonas Talkington como Cal Miner
- Terence H. Winkless como el diputado Dale Davis
- Michael McCoy como Tillman
- Andrea Enright como la Diputada
- Jasmina Toshkova como Edi
- Vlado Mihaylov como Mike
- Yana Marinova como Sharon

## Producción
La película fue filmada en Bulgaria, Rumania en 2006.

## Recepción
La película recibió críticas generalmente negativas, citando una trama poco original y efectos especiales de bajo presupuesto. Tiene una calificación del 11 % en Rotten Tomatoes según 9 reseñas, con una calificación promedio de 3.70/10.

## Versión Casera
Lake Placid 2 se lanzó en DVD el 29 de enero de 2008 en versiones calificadas y no calificadas. El Blu-ray sin clasificación fue lanzado en 2011.